# Наримунт
Наримант или Наримунт (крштен Глеб; 1277. године, или нешто пре 1300. године (према Василевском 1992) – 2. фебруар 1348. године) био је литвански војвода и други најстарији син Гедимина, великог војводе Литваније. У различитим периодима свог живота владао је Пинском и Полоцком. Године 1333. позван је од новгородских племића да влада и штити територије на северу, Ладогу, Орешек и Корелу. Започео је традицију литванске најамничке службе северно од Новгорода на шведској граници која је трајала до пада Новгорода под Москву 1477. године.
Око 1338. године, Златна Хорда га је узела као заробљеника. Московски владар, велики кнез Иван I Калита Рјурикович, откупио га је од Татара, држећи га неколико година као таоца у Москви.
Наримунт је подржао свог брата великог војводу Јаунута када су га збацили велики војвода Алгирдас и велики војвода Кестутис 1345. године. Да би избегао да га убију млађа браћа, побегао је у Вилњус у јесен 1344. године. Наримант је отпутовао код кана Јани Бега, владар Златне Хорде, тражећи подршку против Алгирда. Иако није успео да затражи подршку, прича се да се оженио татарском принцезом (вероватно као друга жена). Након повратка, Наримунт се помирио са Алгирдом, али је погинуо у бици код Стреве против Тевтонских витезова 2. фебруара 1348. године. Његови потомци су принчеви Куракин, Галицин, Ховански, Корецки.
Крстио се 1333. године, у Великом Новгороду или раније. То га је учинило неподобним да наследи свог оца као владара Литванаца, упркос његовом прародитељском праву.

## Породица
Верује се да је велики војвода Наримунт имао пет синова:
- Александар (умро после 1386. године), подолски кнез;
- Јуриј (умро 1392. године), кнез од Белза;
- Николај, кнез пински;
- Патрик (умро око 1387. године), кнез Стародуб-Северског;
- Симеон (умро после 1386. године).

Пољски генеаолог и историчар Јозеф Пузина (видети др Јозеф кс. Пузина, серијал чланака о Наримунту, у: Мјесечник Хералдични, 1930–31) снажно побија тврдњу да је Наримантово потомство било рођено од жене Татарке. Он износи хипотезу да имена Наримунтових синова указују на то да је њихова мајка била православна Русинка.
Други генеаолози наводе као његову жену Марију, ћерку кана Токтаја (умрла око 1312. године), кана Златне Хорде, и његове жене Марије Палеолог (рођена 1297. године), ванбрачне ћерке цара Андроника II Палеолога, цара Византије.